# Raphidia mongolica
Raphidia mongolica är en halssländeart som beskrevs av Longinos Navás 1915. Raphidia mongolica ingår i släktet Raphidia och familjen ormhalssländor. Inga underarter finns listade i Catalogue of Life.